# Gennaro Celli
Gennaro Celli (Capestrano, 26 gennaio 1829 – Milano, 17 gennaio 1895) è stato un magistrato italiano.
Autore del cosiddetto Regolamento Celli, fu assassinato da sedicente mano anarchica nel suo ufficio di Procuratore Generale del Re presso la Corte d'Appello di Milano.

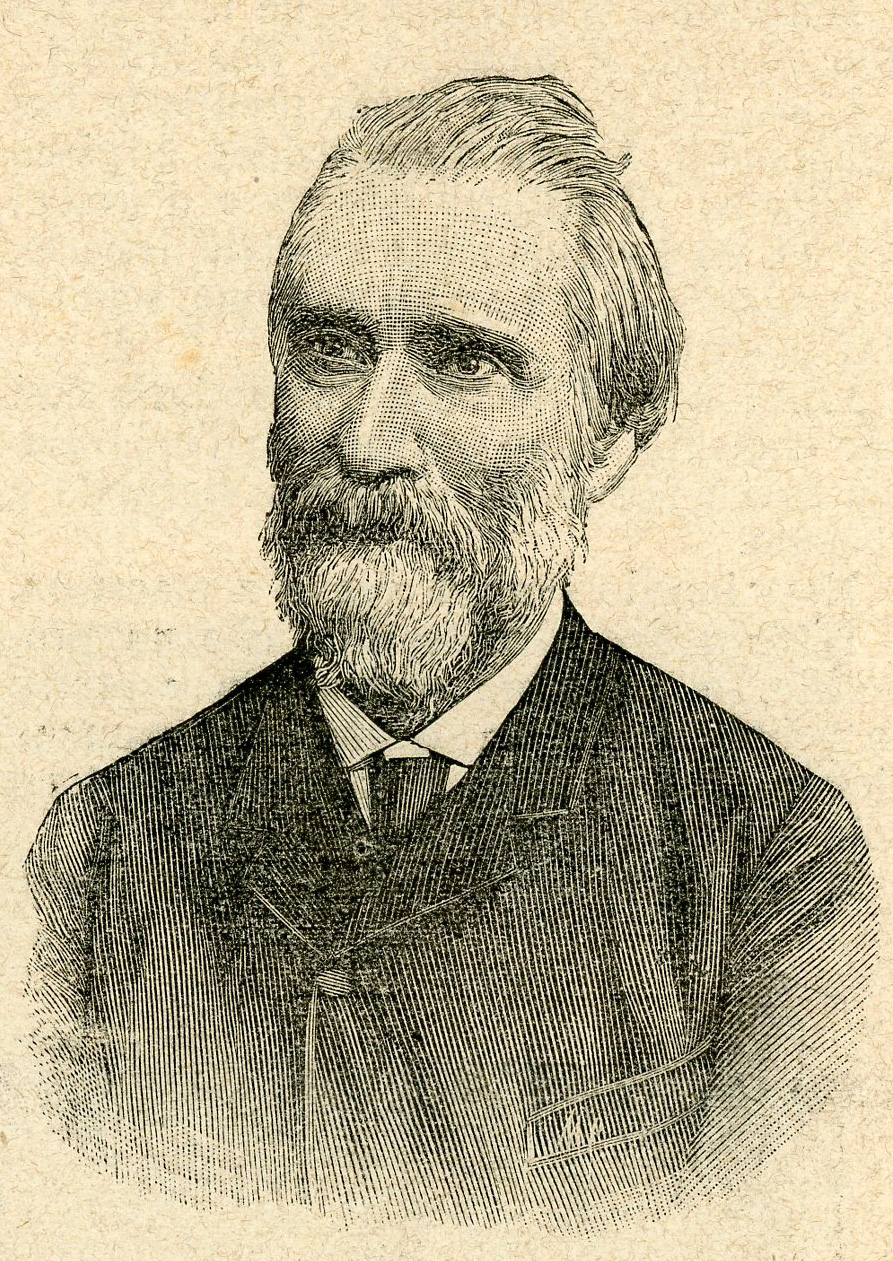
Gennaro Celli

## Biografia
Nato a Capestrano (AQ), nell'alta valle del Tirino, da Michele e Maria Cantalini, è il quarto di dieci figli.
Dopo aver compiuto gli studi di legge presso l'Università di Napoli, intraprende la carriera di magistrato raggiungendone i più alti vertici.
Dapprima giudice presso il tribunale di Lanciano, nel 1864 è nominato procuratore del re a Catanzaro, per proseguire la sua carriera in qualità di sostituto procuratore generale di Corte d'Appello a Trani (1866), applicato alla procura generale della Corte di cassazione a Torino (1880), sostituto procuratore generale di Cassazione a Roma (1883), procuratore generale di Corte d'Appello a Catania (1886). La sua ultima destinazione sarà presso la Corte d'Appello di Milano dove svolgerà il delicato incarico di Procuratore generale. Nel 1853 sposa a l'Aquila Maria Camerini, figlia del procuratore regio  Vincenzo Camerini.

## Il Regolamento Celli
Gennaro Celli, su incarico del governo allora presieduto da Agostino Depretis, si occupò di redigere un nuovo ordinamento giudiziario nelle colonie africane d'Italia. Il regolamento, che entrò di fatto in vigore il 7 agosto 1886, in realtà non fu mai approvato in via ufficiale dal Parlamento italiano, né successivamente siglato da un decreto ministeriale o provvedimento governatoriale. Tuttavia, ebbe sempre tacita e costante applicazione in terra d'Abissinia.Con questo ordinamento, destinato a disciplinare ex novo l'amministrazione della giustizia nel possedimento di Massaua, si introdusse la figura del giudice ordinario con funzioni di presidente del tribunale civile e giurisdizione su tutto il territorio sottoposto all'autorità del Supremo Comando Militare, nonché la competenza in primo grado per gli italiani e gli indigeni nelle cause civili e penali minori, le contravvenzioni di polizia e i reati sino a 3 mesi di reclusione e 300 lire di multa. In considerazione della lieve entità della pena si negava la possibilità del ricorso in appello. I reati di maggiore gravità, a loro volta, potevano essere giudicati, sempre senza possibilità ulteriore d'appello, soltanto se rinviati dalla Commissione d'Inchiesta istituita presso il Tribunale Militare.
Con la nuova visione giuridica voluta dal Celli vennero meno i due principi basilari della doppia giurisdizione e legislazione: l'unica giurisdizione indigena riconosciuta era quella del Cadi.

## Omicidio
Il 17 gennaio 1895, mentre si trovava seduto alla sua scrivania, veniva ucciso da tal Antonio Realini, originario di Laveno e di vaghe idee anarchiche.
Introdottosi nello studio del Procuratore con la scusa di una supplica e presentatosi sotto il falso nome di Attilio Bellocchio, il Realini attentava alla vita dell'alto magistrato, pugnalandolo con un lungo coltello che portava nascosto nella manica del cappotto. Gennaro Celli, raggiunto alla tempia e al collo, moriva dissanguato pochi minuti dopo, senza riuscire a proferire parola.
Prontamente arrestato da un carabiniere, il Realini veniva condotto in carcere dove volutamente si chiudeva in un ostinato silenzio. Ben noto alle patrie galere, da dove entrava ed usciva con sorprendente frequenza per condanne relative a furti, rapine, estorsioni, oltraggi e ribellioni, l'assassino sarà condannato all'ergastolo e all'interdizione perpetua dai pubblici uffici. Se dapprima si ritenne che fosse il sicario di un gruppo di anarchici che aveva conosciuto in occasione della sua permanenza nel carcere di Parma, si giunse infine alla conclusione che arrivò a commettere il crimine su slancio individuale, per motivi di vendetta contro il sistema giudiziario di cui si riteneva essere vittima.
La notizia della morte del Celli provocò una forte ondata di commozione in Italia e, soprattutto nella città di Milano, che gli tributò grandi onori e cinque giorni di lutto cittadino.
L'allora Presidente del Consiglio Francesco Crispi inviò al Prefetto di Milano Antonio Winspeare un telegramma in cui precisava: "I funerali del Comm. Celli, morto vittima del dovere, saranno fatti a spese dello Stato. In quel giorno il Tribunale e la Corte non siederanno. Tutte le autorità ed i funzionari accompagneranno il feretro. Il lutto per l'esimio magistrato è un lutto nazionale"
Ancor più sentito fu il dispaccio di condoglianze, che a nome di Sua Maestà Umberto I, inviava il generale Emilio Ponzio Vaglia:
Sig.ra Maria Camerini, vedova Celli
S. M. il Re intese con profondo sentimento di raccapriccio e di dolore l'atroce delitto da cui fu spento il comm. Celli, di Lei consorte. L'Augusto Sovrano si associa alle universali testimonianze d'affetto e di onore che vengono date all'illustre estinto, che, soldato della legge, moriva per la difesa della Società e della giustizia. S. M. il Re manda a Lei ed alla Sua famiglia le più affettuose condoglianze in segno di vivissima simpatia e di costante benevolenza.
Il regg. il Ministero della Real Casa, ten-gener. Ponzio Vaglia"
Gennaro Celli è sepolto nel Cimitero monumentale di Milano e più precisamente nella galleria inferiore della crociera destra, all'angolo con la galleria confinante con il Reparto Ebraico. Una lapide con iscrizione e foto ricorda la tragica morte.